# Wantagh
Wantagh ist ein Weiler und Census-designated place (CDP) in der Town of Hempstead im US-Bundesstaat New York mit 18.871 Einwohnern (2010).

## Geographie
Wantagh liegt auf Long Island, rund 50 Kilometer östlich des Zentrums von Manhattan. In südlicher Richtung liegt Jones Beach Island mit dem Jones Beach State Park.

## Geschichte
Das Gebiet wurde zunächst von Metoac-Indianern besiedelt, ehe Mitte des 17. Jahrhunderts niederländische Siedler ankamen. Das Areal wurde lange Zeit landwirtschaftlich genutzt.
Um 1867 wurde das Gebiet an das Netz der Long-Island-Rail-Road-Eisenbahnlinie angebunden. Erst in den 1950er Jahren entwickelte sich ein vorstädtischer Charakter des Ortes.
1952 wurde das Jones Beach Theater eröffnet, eine große Open-Air-Arena für Musicals und Livemusik.